# Смилець (Силістринська область)
Сми́лець (болг. Смилец) — село в Силістринській області Болгарії. Входить до складу общини Сілістра.

## Населення
За даними перепису населення 2011 року у селі проживала 371 особа.
Національний склад населення села:
| Національність   | Кількість осіб | Відсоток |
| ---------------- | -------------- | -------- |
| болгари          | 351            | 98,0%    |
| турки            | 3              | 0,8%     |
| цигани           | 0              | 0%       |
| інша             | 0              | 0%       |
| не визначились   | 4              | 1,1%     |
| Всього відповіли | 358            |          |

Розподіл населення за віком у 2011 році:
Динаміка населення: